# Велика хоральна синагога (Полтава)
Велика Хоральна синагога в Полтаві — двоповерхова мурована будівля, вирішена з використанням архітектурних форм класицизму, в неокласичному, модерністському характері. Збудована у 1856 році.

## Будівництво та архітектура
Період будівництва збігається з відкриттям у Полтаві великого Іллінського ярмарку. Внутрішнє убранство синагоги було величне й багате. Муровані сходи оздоблені золотом та різьбою, ціна священних тор становила майже половину ціни всієї будівлі. Фасади лаконічні, площини стін прорізані прямокутними і арочними вікнами. Центральний молитовний зал перекривав великий купол сферичної форми.

## Історія

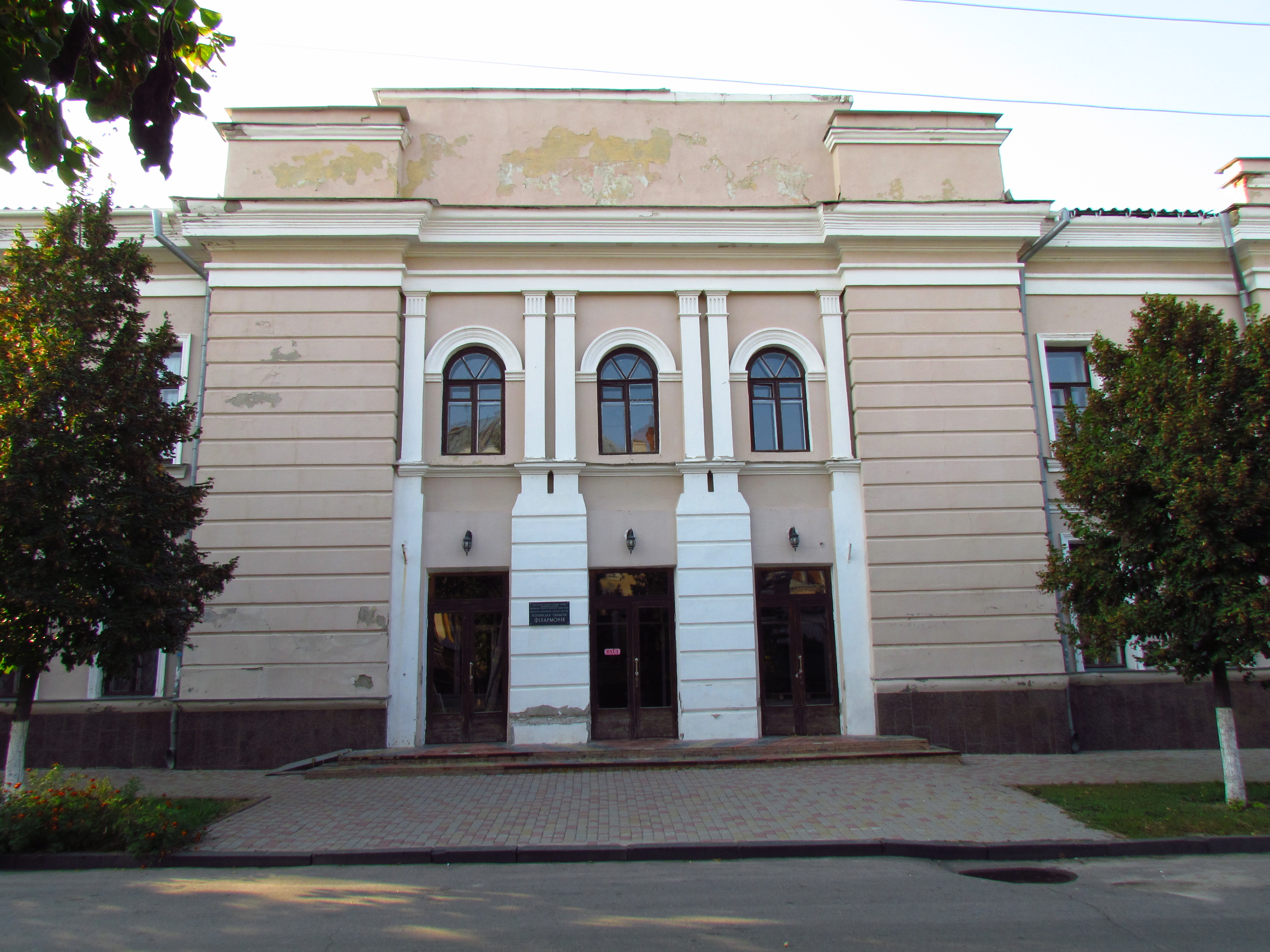
Полтавська обласна філармонія, розташована у приміщенні Великої хоральної синагоги

Полтавська хоральна синагога історично містилася на вул. Гоголя, 10. Обабіч розташовувалися два одноповерхових будинки: синагога для бідних євреїв і відділення училища Талмуд-тори. Спалена зловмисниками в 1911 році, незабаром була відбудована. Попіл згорілих 46 свитків Тори поховали в 25 ящиках на єврейському кладовищі.
Влітку 1994 року, при обстеженні єврейського кладовища, члени групи КСЕН Полтавської області знайшли гранітну плиту з написом івритом. Цей напис прочитав і розшифрував полтавець, лікар Йосиф Львович Герцовський. Напис містить такий текст:
|  | У третій день місяця Іор 5674 року (квітень 1911) від створення світу — сонце потемніло, коли зійшов вогонь з неба і спалив наш святий дім, нашу красу — Велику синагогу в нашому місті з усіма коштовностями, що були в нас здавна. Боліло наше серце, потемніло в очах, коли ми бачили, як знищуються святі сувої Тори! Вогонь знищив 46 наших святих сувоїв Тори - правовідне вчення, вічне життя... вчення, яке чули з вогню — все пішло вогнем в небо! Залишки сувоїв Тори, знайдені в попелі, ми поховали в надійному місці 10-го вказаного місяця. Всі євреї оплакували цю втрату.... |

За оцінкою дореволюційних істориків, свитки Тори, що згоріли, коштували близько 20 тисяч рублів.
В яку суму обійшлося відновлення синагоги — даних немає, а першопочаткова її вартість становила 40 тисяч рублів.
Функціонувала до 1934 р. Після закриття пристосована під робітничий клуб, потім під Будинок культури профкомів. Нині приміщення використовує обласна філармонія.